# Flavonol sintaza
Flavonol sintaza (EC 1.14.11.23, flavonolna sintaza) je enzim sa sistematskim imenom dihidroflavonol,2-oksoglutarat:kiseonik oksidoreduktaza. Ovaj enzim katalizuje sledeću hemijsku reakciju:
dihidroflavanol+ 2-oksoglutarat + O2 {\displaystyle \rightleftharpoons } flavanol + sukcinat + CO2 +2O
Osim desaturacije (2R,3R)-dihidroflavonola do flavonola, enzim iz ploda Citrus unshiu takođe ispoljava nespecifičnu aktivnost koja trans-hidroksiluje flavanon (2S)-naringenin i veštački (2R)-naringenin u C-3 do kampferol i (2R,3R)-dihidrokampferol. Za rad ovog enzima je neophodan Fe2+ jon.

## Literatura
- Nicholas C. Price; Lewis Stevens (1999). Fundamentals of Enzymology: The Cell and Molecular Biology of Catalytic Proteins (Third изд.). USA: Oxford University Press. ISBN 019850229X.
- Eric J. Toone (2006). Advances in Enzymology and Related Areas of Molecular Biology, Protein Evolution (Volume 75 изд.). Wiley-Interscience. ISBN 0471205036.
- Branden C; Tooze J. Introduction to Protein Structure. New York, NY: Garland Publishing. ISBN 0-8153-2305-0.
- Irwin H. Segel. Enzyme Kinetics: Behavior and Analysis of Rapid Equilibrium and Steady-State Enzyme Systems (Book 44 изд.). Wiley Classics Library. ISBN 0471303097.
- William P. Jencks (1987). Catalysis in Chemistry and Enzymology. Dover Publications. ISBN 0486654605.

## Spoljašnje veze
- Flavonol+synthase на 